# عملية الاستجذاب والأكسدة الحيوية
هو عبارة عن تعديل تكون على مرحلتين لعملية الحمأة المنشطة المستخدمة في معالجة مياه الصرف الصحي وهو يتألف من مرحلة A عالية التحميل.

## التاريخ:
تم اختراع عملية الامتزاز/الأكسدة الحيوية في منتصف السبعينات من قبل أستاذ جامعة RWTH Aachen University Botho Böhnke. وقد استندت إلى نتائج التي توصل إليها المهندس الألماني كارل إمهوف في الخمسين من القرن الماضي. (بحاجة إلى مزيد من التوضيح) ذكر إمهوف أن كفاءة العلاج بنسبة 80_60 في المائة يمكن تحقيقها في أحواض الحمأة المنشطة عالية التحميل.
في عام 1977، نشر Böhnke مقالة الأول عن عملية المتزاز / الأكسدة الحيوية. في نفس العام تم إصدار البراءة. بحق مكثف في السنوات التالية، أجراه الأستاذ. انتهى Böhnke مع Bernd وAndreas Diering ، في عام 1985 بتأسيس شركة Dr.-Ing. Bernd Diering GmbH. في العام نفسه، تم تطبيق عملية AB للمرة الأولى على نطاق كامل في محطة معالجة مياه الصرف الصحي في كريفيلد بألمانيا (PEE 800000). في عام 1990، كان هناك 19 منشأة واسعة في نطاق ألمانيا الغربية وحدها. أعاقت زيادة تطبيق العملية في أوروبا من خلال تشديد متطلبات تصريف النفايات السائلة فيما يتعلق بالنيتروجين والفوسفور. ظهرت العملية في عام 2000 مرة أخرى بسبب الأهتمام المتزايد باستعادة الطاقة من مياه الصرف الصحي.

## مبدأ التشغيل
المرحلة A ، أو مرحلة الامتزاز هي العنصر الأكثر ابتكارا في العملية، لا يسبقه العلاج الأساسي.
تتم إزالة المواد العضوية السائلة في مرحلة A بشكل رئيسي عن طريق التلبد والامتزاز للحمأة بسبب معدلات التحميل العالية (2-10) وعمر الحمأة المنخفض (عادة 4-10 ساعة). يحدث التحلل المائي للجزيئات العضوية المعقدة مما يؤدي إلى تحسين التحلل البيولوجي لتأثيرالمرحلة B . تفضل معدلات التحميل المرتفعة وعمر الحمأة المنخفض تطوير داء حيوي مع جزء كبير من الكائنات الحية الدقيقة الموجودة في مرحلة النمو الأسي. يزيد التكون البيولوجي للحمأة المتنوعة من تنوع المركبات العضوية التي يمكن أن تتحلل في الرحلة A والذي يجعل العملية أكثلا استقرارا تجاه أحمال الصدمات.إجمالا، ويمكن إزالة ما يصل إلى 80% من المواد العضوية المؤثرة في مرحلة A. Altogether, up to 80% of the influent organic matter can be removed in the A-stage. ويكون حجم المفاعل المطلوب وإمداد الأكسجين أقل مقارنة بالإزالة في عملية الحمأة المنشطة التقليدية.

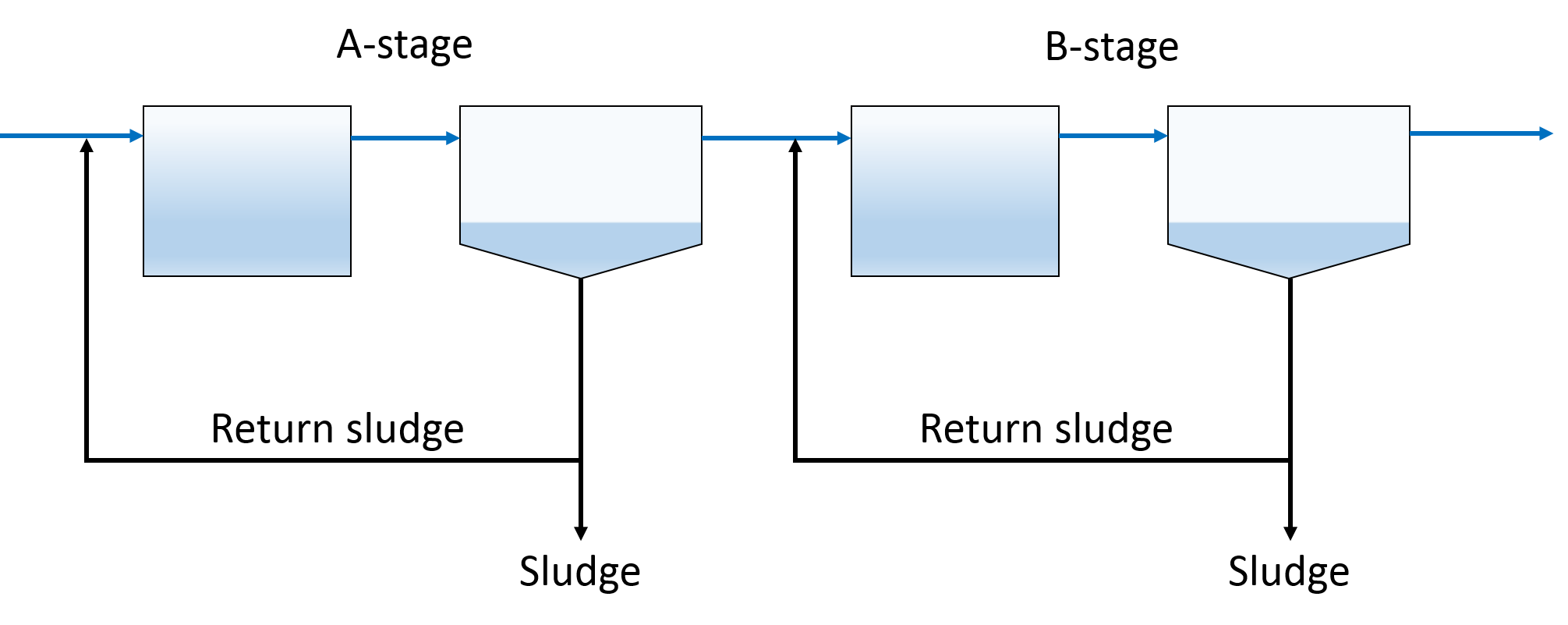
AB process schemeوصف تخطيطي بسيط لعملية الامتزاز / الاكسدة الحيوية

المرحلة B ، أو مرحلة الأكسدة الحيوية، هي عملية الحمأة المنشطة المنخفصة التحميل النموذجية، حيث يحدث التحلل البيولوجي للمواد العضوية المتبقية. يمكن تصميم مرحلة B لإزالة النيتروجين و/أو إزالة الفسفور عن طريق التناوب بين المناطق الهوائية واللاأوكسية واللاهوائية في المفاعل.

### مزايا عملية التحرير:
1) تقلل متطلبات التهوية المنخفضة من استهلاك الطاقة وتكاليف التهوية بنسبة 20% إذا ما قورنت بمحطة الحمأة.
2) أحجتم خزانات التهوية أقل بنسبة 40% إذا ما قورنت بمحطة الحمأة المنشطة التقليدية ذات المرة الواحدة.
3) تؤدي زيادة إنتاج الحمأة في المرحلة A إلى زيادة إنتاج الغاز الحيوي في الهضم (بالنسبة للنباتات ذات هضم لاهوائي من الحمأة الزائدة)..
4) الاستقرار تجاه أحمال الصدمات (الأس الهيدروجيني، الطلب على الأكسجين الكيميائي(COD)، المواد السامة) التي يفسرها الإمكانات البيوكيميائية واسعة النطاق، وقدرة التحور العالية وقدرة التكيف على الحمأة في المرحلة A 5) يمكن أن تستقبل المرحلة A أحمالا عضوية أعلى من أنظمة الحمأة المنشطة التقليدية.
6) تكون تركيزات النفايات السائلة أكثر استقرار بسبب تكوين العملية المكون من مرحلتين.
7) تتم إزالة المعادن الثقيلة بشكل رئيسي مع الحمأة من المرحلة A .لذالك، تحتوي الحمأة من المرحلة B على تركيزات أقل من المعادن الثقيلة من الحمأة الناتجة عن عملية الحمأة المنشطة التقليدية وقد تتوافق مع المعايير الزراعية..</ref>

### عيوب العملية:
1) غالبا ما تتم ملاحظة نزع النتروجين غير المكتمل في المرحلة B إذا كانت نسبة C/N المؤثرة منخفضة. يتم استخدام الممر الجانبي المباشر لجزء من المرحلة A المتأثر بمحتوى عالي من المواد العضوية إلى المرحلة B لزيادة نسبة C/N.
2) إنتاج الحمأة المرتفع في المرحلة A هو عيب لمحطات معالجة مياه الصرف الصحي غير المجهزة بالهضم لهوائي للحمأة لأنه يزيد من تكاليف معالجة الحمأة.
3) الحمأة من المرحلة A لها خصائص ترسيب ضعيفة. 
4) تتسبب أوقات الاستبقاء العالية في زيادة الحاجة إلى مفاعلات إضافية للحفاظ على زيادة إنتاجية المعدات.

## تطبيقات معالجة مياه الصرف الصحي البلدية:
تم تطبيق عملية الامتزاز/الأكسدة الحيوية في مصنع كريفيلد (PE 800000) في عام 1985 لأول مرة.تم توسيع المصنع وتعديله ويعالج حاليا مياه الصرف الصحي البلدية والصناعية البالغة 120000ب.ي. 
يتم حاليا تطبيق عملية الامتزاز/الأكسدة الحيوية في مصانع المعالجة البلدية في ألمانيا وهولندا (WWTP Dokhaven(روتردام) و WWTP Utrecht وWWTP Garmerwolde (جرونينجن) وما إلى ذلك) والنمسا (WWTP Salzburg و WWTP Strass وما إلى ذلك) واسبانيا، الولايات المتحدة الأمريكية، الصين إلخ. .
تعتبر عملية الامتزاز/الأكسدة الحيوية جزءا كم مفهوم WaterSchoon المبتكرة لمعالجة المياه العادمة، الذي تحقق في هولندا. تم تجهيز 250 شقة في منطقة نورديرهوك الجديدة (سنيك، هولندا) بأنظمة تجميع منفصلة لمياه الصرف الصحي في المرحاض وبقية مياه الصرف الصحي المنزلية (أو ما يسمى بمياه الرمادية). يتم معالجة كلا التيارين بشكل منفصل من أجل تحقيق أقصى قدر من استعادة الموارد من مياه الصرف الصحي. تستخدم عملية الامتزاز/ الأكسدة الحيوية لمعالجة المياه الرمادية لزيادة الإنتاج الحمأة. يتم هضم الحمأة الية يتم إنتاجها في مرحلتي العملية مع مياه الصرف الصحي في مفاعل UASB لزيادة استرداد إلى أقصى حد. 

## تطبيقات معالة المياه الصرف الصناعي:
يتم استخدام عمليه الامتزاز/ الأكسدة الحيوية لمعالجة مياه الصرف الصناعي ذات COD العالي، بما في ذلك مياه الصرف الصحي من: 
- صناعة اللب والورق. 
- صناعة النسيح. 
- صناعة المواد الغذائية، بما في ذلك صناعة الألبان. 
- صناعة الأدوية. 
-صناعة دباغة الجلود.
غالبا ما تكون النسيان C/N و C/P لمياه الصرف الصناعي مرتفعة جدا بالنسبة لتحلل الحيوي الهوائي الكامل للمادة العضوية المؤثرة، حتى بعد مرحلة الامتزاز.يلزم إضافة العناصر الغذائية قبل مرحلة الأكسدة الحيوية في هذه الحالات.